# Buket Sudan
Buket Sudan is een bestuurslaag in het regentschap Bireuen van de provincie Atjeh, Indonesië. Buket Sudan telt 428 inwoners (volkstelling 2010).